# Friedrich Höhne
Friedrich Höhne (27 de abril de 1915 - 14 de março de 1962) foi um oficial alemão que serviu no Deutsches Heer durante a Segunda Guerra Mundial. Foi condecorado com a Cruz de Cavaleiro da Cruz de Ferro com Folhas de Carvalho.

## Condecorações
| Nome                                                             | Data                   |
| ---------------------------------------------------------------- | ---------------------- |
| Cruz de Ferro (1939) 2ª Classe                                   | 2 de julho de 1940     |
| Cruz de Ferro (1939) 1ª Classe                                   | 1 de janeiro de 1942   |
| Medalha da Frente Oriental                                       |                        |
| Cruz Germânica em Ouro                                           | 1 de fevereiro de 1945 |
| Cruz de Cavaleiro da Cruz de Ferro                               | 3 de maio de 1942      |
| Cruz de Cavaleiro da Cruz de Ferro com Folhas de Carvalho nº 253 | 8 de junho de 1943     |